# 未来女
『未来女』（みらいびと）は、1991年12月4日に発売された桂銀淑の10枚目のシングルである。発売元は東芝EMI。

## 解説
シングルでは初の外国カバー曲。TBS系情報番組『ブロードキャスター』のエンディング曲に起用された。

## 収録曲
1. 未来女
  - 作詞・作曲: GROUPE NACASH、訳詞: 大津あきら、編曲: 川村栄二
2. 一幕芝居
  - 作詞: 里村龍一、作曲: 浜圭介、編曲: 前田俊明